# Significant Other
Significant Other är Limp Bizkit's andra studioalbum, släppt 22 juni 1999.
Albumet var gruppens genombrott och inledde dess storhetstid. Skivan sålde över 634,000 exemplar under första veckan och placerades därmed överst på Billboardlistan. Flertalet av låtarna är tillägnade sångaren Fred Dursts brustna förhållande med sin dåvarande flickvän. Därav titeln Significant Other, en politiskt korrekt term som avser intimt förhållande, oavsett civilstånd och sexuell läggning.

## Låtar på albumet
1. "Intro" – 0:37
2. "Just Like This" – 3:35
3. "Nookie" – 4:49
4. "Break Stuff" – 2:46
5. "Re-Arranged" – 5:54
6. "I'm Broke" – 3:59
7. "Nobody Like You" (med Jonathan Davis och Scott Weiland) – 4:20
8. "Don't Go Off Wandering" – 3:59
9. "9 Teen 90 Nine" – 4:36
10. "N 2 Gether Now" (med Method Man och DJ Premier) – 4:49
11. "Trust?" – 4:59
12. "No Sex" – 3:54
13. "Show Me What You Got" – 4:26
14. "A Lesson Learned" – 2:40
15. "Outro" – 7:18